# 渡辺右文
渡辺 右文（わたなべ うぶん、1888年（明治21年）3月8日 - 1943年（昭和18年）7月28日）は、大日本帝国陸軍軍人。最終階級は陸軍中将。

## 経歴
1888年（明治21年）に熊本県で生まれた。陸軍士官学校第21期、陸軍大学校第29期（優等）卒業。スイス駐在を経て、1932年（昭和7年）12月に陸軍砲兵大佐に進級し、1933年（昭和8年）8月に参謀本部運輸課長に就任し、1935年（昭和10年）8月に高射砲第1連隊長に転じた。
1937年（昭和12年）8月2日に陸軍少将に進級し、参謀本部附を経て、10月30日に参謀本部第3部長に就任。1939年（昭和14年）10月に陸軍中将に進級し、1940年（昭和15年）3月9日に第15師団長（第13軍）に親補され、日中戦争に出動。南京警備のため蕪湖に駐屯し、討伐戦、清郷工作を行った。5月28日に東部軍司令部附となり、12月3日に予備役に編入された。

## 栄典
勲章等
- 1940年（昭和15年）8月15日 - 紀元二千六百年祝典記念章[3]